# Poggio Bustone
Poggio Bustone es una localidad italiana, de la provincia de Rieti, en la región del Lacio. En esta localidad nació el cantautor italiano Lucio Battisti, y la cantante italiana Leda Battisti.

## Evolución demográfica
| Gráfica de evolución demográfica de Poggio Bustone entre 1861 y 2001 |
|                                                                      |
| Fuente ISTAT - elaboración gráfica por Wikipedia                     |

- Datos: Q224300
- Multimedia: Poggio Bustone / Q224300

1. ↑  Worldpostalcodes.org, código postal n.º 02018.
2. ↑  «Codici Catastali». Comuni-italiani.it (en italiano). Consultado el 29 de abril de 2017.